# AppleTalk
AppleTalk é um conjunto de protocolos para redes desenvolvidos pela empresa Apple Computer e Datinfo. 
É um sistema de rede que está disponível em todos os computadores Macintosh e outros periféricos, particularmente impressoras LaserWriter, operando a 230 Kbps, além de muitos sistemas UNIX. Os pacotes relacionados com AppleTalk da Macintosh e da UNIX foram desenvolvidos e são mantidos pelo Departamento de Informática e Tecnologia de Programação na Universidade de Melbourne.
O primeiro Macintosh, surgido em 1984, já tinha esta tecnologia. Todavia, a empresa descontinuou o AppleTalk, substituindo-o pelo TCP/IP.

## Redes AppleTalk
Como as redes AppleTalk diferem das redes baseadas no x86, é preciso considerar algumas questões e conceitos especiais, ao configurar uma rede AppleTalk.
Um conceito importante é o de interconexão de redes (observando que este é um conceito diferente da Internet relacionada aos protocolos TCP/IP [Protocolo de Controle de Transporte/Protocolo Internet]). As grandes redes AppleTalk não são, em sua maioria, redes físicas únicas, nas quais todos os computadores estão conectados ao mesmo sistema de cabeamento de rede. Em vez disso, elas são interconexões de redes que são diversas redes físicas menores conectadas por meio de roteadores.
Os roteadores mantêm um mapa das redes físicas que constituem a interconexão de redes e encaminham os dados recebidos de uma rede física às outras redes físicas. Os roteadores são necessários para que os computadores das diversas redes físicas possam se comunicar entre si. Eles também reduzem o tráfego na interconexão de redes, pois isolam as redes físicas. Em outras palavras, os roteadores enviam apenas os dados necessários a uma rede.
Alguns roteadores da rede são roteadores de propagação. Um roteador de propagação inicializa e difunde informações de roteamento sobre uma ou mais redes físicas. Essas informações especificam aos roteadores para onde devem enviar cada pacote de dados. Toda rede física deve ter um ou mais roteadores de propagação que difundam suas respectivas informações de roteamento.
Nem todos os roteadores são de propagação. Os roteadores que não fazem propagação mantêm um mapa das redes físicas integrantes da interconexão de redes e encaminham os dados para a rede física correta. Os roteadores de propagação também executam essas funções e, além disso, inicializam as informações de roteamento, como números de rede e listas de zonas, para uma ou mais redes físicas.
Um computador que esteja executando o Serviços para Macintosh pode funcionar como um roteador de propagação; ou como um que não seja de propagação. Se for um roteador de propagação, ele deverá ser o primeiro servidor a ser iniciado para que possa inicializar os outros roteadores e nós com as informações de rede. Se não for um roteador de propagação, ele só poderá ser iniciado depois que o roteador de propagação tiver inicializado todas as portas. Você também pode usar roteadores de hardware dedicados na rede.